# Vampire on Titus
Vampire on Titus is een album van de Amerikaanse indierockband Guided by Voices. Het album werd opgenomen nadat de muziekgroep een korte periode uit elkaar is gegaan, maar voordat de groep weer volledig bij elkaar kwam.
Producent Steve Wilburg werkte met dit album voor het laatst samen met Guided by Voices. Vampire on Titus wordt over het algemeen beschouwd als het puurste lo-fi-album van de band.

## Tracklist
| Nr. | Titel                         | Duur |
| --- | ----------------------------- | ---- |
| 1.  | Wished I Was a Giant          | 2:43 |
| 2.  | 1. 2 In the Model Home Series | 1:45 |
| 3.  | Expecting Brainchild          | 2:30 |
| 4.  | Superior Sector Janitor X     | 0:37 |
| 5.  | Donkey School                 | 1:03 |
| 6.  | Dusted                        | 2:08 |
| 7.  | Marchers in Charge            | 1:24 |
| 8.  | Sot                           | 2:35 |
| 9.  | World of Fun                  | 0:55 |

| Nr. | Titel                              | Duur |
| --- | ---------------------------------- | ---- |
| 1.  | Jar of Cardinals                   | 1:22 |
| 2.  | Unstable Journey                   | 2:15 |
| 3.  | E-5                                | 1:29 |
| 4.  | Cool Off Kid Kilowatt              | 0:56 |
| 5.  | Gleemer (The Deeds of Fertile Jim) | 2:24 |
| 6.  | Wondering Boy Poet                 | 0:59 |
| 7.  | What About It?                     | 1:37 |
| 8.  | Perhaps Now the Vultures           | 2:23 |
| 9.  | Non-Absorbing                      | 1:37 |

## Bezetting
- Robert Pollard, zang, gitaar en drums
- Jim Pollard, gitaar en geluidseffecten
- Tobin Sprout, zang, gitaar en basgitaar

## Referentie
- (en)  Vampire on Titus in de Guided by Voices Database